# Едоардо Бове
Едоардо Бове (італ. Edoardo Bove; нар. 16 травня 2002, Рим) — італійський футболіст, півзахисник клубу «Рома». На умовах оренди грає за «Фіорентіну».
Виступав за молодіжну збірну Італії.

## Клубна кар'єра
Народився 16 травня 2002 року в місті Рим. Вихованець юнацьких команд футбольних клубів «Бореале Доноріоне» та «Рома».
У дорослому футболі дебютував 2021 року виступами за головну команду «Роми».
30 серпня Бове був відданий в оренду італійському клубу «Фіорентіна» до кінця сезону. 1 грудня Бове впав на поле під час матчу проти міланського «Інтера», який був перерваний на 16-й хвилині. Його терміново доставили до лікарні та ввели в кому у відділенні інтенсивної терапії, але наступного дня він прокинувся та був у свідомості.

## Виступи за збірні
2018 року дебютував у складі юнацької збірної Італії (U-16), загалом на юнацькому рівні за команди різних вікових категорій взяв участь у 18 іграх, відзначившись 3 забитими голами.

## Титули і досягнення
- Переможець Ліги конференцій УЄФА (1):

«Рома»: 2021–22

## Статистика виступів

### Статистика клубних виступів
Станом на 18 грудня 2021
| Сезон             | Команда           | Чемпіонат         | Чемпіонат | Чемпіонат | Національний кубок | Національний кубок | Національний кубок | Континентальні кубки | Континентальні кубки | Континентальні кубки | Інші змагання | Інші змагання | Інші змагання | Усього | Усього | Усього |
| Сезон             | Команда           | Ліга              | Ігор      | Голів     | Ліга               | Ігор               | Голів              | Ліга                 | Ігор                 | Голів                | Ліга          | Ігор          | Голів         | Ігор   | Голів  |        |
| ----------------- | ----------------- | ----------------- | --------- | --------- | ------------------ | ------------------ | ------------------ | -------------------- | -------------------- | -------------------- | ------------- | ------------- | ------------- | ------ | ------ | ------ |
| 2020–21           | «Рома»            | A                 | 1         | 0         | КІ                 | 0                  | 0                  | ЛЄ                   | 0                    | 0                    |               | -             | -             | 1      | 0      |        |
| 2021–22           | «Рома»            | A                 | 5         | 0         | КІ                 | 0                  | 0                  | ЛК                   | 1                    | 0                    |               | -             | -             | 6      | 0      |        |
| Усього за кар'єру | Усього за кар'єру | Усього за кар'єру | 6         | 0         |                    | 0                  | 0                  |                      | 1                    | 0                    |               | -             | -             | 7      | 0      |        |